# 狐仙的戀愛入門
《狐仙的戀愛入門》（日语：いなり、こんこん、恋いろは。）是的日本漫畫作品，於角川書店的《YOUNG ACE》2010年8月號起開始連載，於《YOUNG ACE》2015年5月號連載結束。日文簡稱，中文版由台灣角川代理發行。

## 故事簡介
本作舞台發生在京都府京都市伏見區。從小就一直相信神明存在的伏見伊奈里，某天早上救了一隻快掉進河裡的小狐。後來當伊奈里正在因為失戀難過時，之前被她所救的小狐再次出現在她的面前。這隻小狐實際上是神明的使者。小狐主人為了答謝伊奈里，答應實現她一個願望。

## 登場人物
※角色的姓氏是取自京阪本線與京阪宇治線的站名。

### 主要人物
伏見 伊奈里（“伊奈里”另有译作“稻荷”）　配音員：大空直美（日本）；薛晴（台灣）
本作主角，國中二年生。個性少根筋，行動也很笨拙，但個性開朗、溫柔。家裡附近有間神社，從小就相信神明存在。宇迦之御魂大神實現了她的願望，但後來因為無法直接取消願望，而把自己的神通力分給她。因為在中學入學的那天得到丹波橋紅司的幫助，從此開始暗戀他。
在畢業旅行時神通力失控，伊奈里決定將神通力還給宇迦，後來她發現自己竟然又能使用變身能力，天照就讓她在高天原接受修行。之後她向丹波橋告白，從此兩人便成為情侶，但是因為宇迦想變成人類，導致神通力轉移到伊奈里的身上，漸漸變成神明。當她感到無助時，丹波橋到高天原來救她，可是因為內心的掙扎，而使她走上通往高天原的階梯，就在這時，化身成天狗的丹波橋父親帶她往下走，之後她和丹波橋回到人間。結業式完之後，她正式將神通力還給宇迦，天照願意實現她一個願望，她許願宇迦跟燈日可以永遠在一起，後來失去與神明有關的記憶。
後與丹波橋結婚並誕下一女紅里。
宇迦之御魂神（配音員：桑島法子（日本）；錢欣郁（台灣））
伊奈里神社供奉的穀物女神，暱稱為「宇迦大人」，人們則稱呼她為稻荷神。因神階為「正一位」、身材姣好，而受到高天原諸神的仰慕。對從小相信神明存在的伊奈里特別照顧。為了感謝伊奈里救了神使的小啼，實現了伊奈里的一個願望，但後來因為無法直接取消願望，而獨自決定把自己的神通力分給她，使伊奈里擁有了變身的能力。但當伊奈里使用神通力時宇迦之御魂大神自身的神通力也會相應減少，因為考慮到伊奈里的心情而沒有告訴她這個事實。對動漫電玩遊戲等所謂「二次元」事物很著迷，特別是「乙女遊戲」。因為哥哥大年神對她的溺愛程度太過火而處處避著他，也因此變得不常回高天原，更在自己的神社佈下結界，拒絕和他會面，感覺到他的神氣時會企圖逃走。因為一次為了躲避哥哥大年神不知不覺逃到了燈日房間的天花板夾層而被燈日發現，自此就經常到燈日的房間找他玩電玩遊戲。與燈日的相處中漸漸喜歡上了燈日。
因為燈日常帶著母親做的稻荷壽司來，兩人更常在神社碰面。伊奈里要去修行前，曾把自己的髮帶交給燈日保管。愛上燈日後，宇迦希望自己能變成人類，成為他的新娘。後來燈日帶著祂去外面約會，祂才發現自己並不是真心想變成人類，而願意繼續當神明。與伊奈里道別前，將自己親手做的護身符送給伊奈里。
後與變成神明的燈日生下一位孩子。

### 學校同學
丹波橋 紅司（配音員：岡本寬志（日本）；蔣鐵城（台灣））
籃球社社員，伊奈里的同學與單戀對象。待人溫柔，讓他廣受大家喜愛。与伏見伊奈里两情相悦。
生於單親家庭，父親在幼年時因故去世，和母親志津（配音員：上田晴美（日本））、弟弟白兔住在一起。
见到羽化之后了解了事情的原委，后为了稻荷成神的事情和灯日发生争执。为了带稻荷回来并希望稻荷能够多依赖自己在大年神与小宫的帮助下去了稻荷灵魂所在地的高天原。
墨染 朱美（配音員：野水伊織（日本）；林筱玲（台灣））
伊奈里的同學。成績優秀，才色兼備的美少女，是班上的班長，也擔任籃球社的經理人、很受男生歡迎。
待人和善，但一生起氣來，其「火大」之程度也令人不敢恭維，也曾被小丸稱「反差萌」。
雖然看似令人難以接近，但其實是個很普通的女孩子。小丸把她叫做「藤草國中的偶像」。後來與伊奈里等人成為了朋友。暗戀曾幫助過自己的京子。
丸太町 知佳（配音員：佐土原香織（日本）；劉凱寧（台灣））
伊奈里的同學，不擅長與陌生人交際，在中學因為一次在教室被伊奈里搭話的契機下而與伊奈里、京子成為了朋友。暱稱為「小丸」，身材有點肉，戴著眼鏡，是個御宅族。
三條 京子（配音員：池邊久美子（日本）；錢欣郁（台灣））
伊奈里的青梅竹馬，也是她的同學。自幼習武，因此力氣過人。
因為男孩子氣的性格使她在小時候交不到女性朋友，而伊奈里是她第一個女性朋友。暱稱為「京京」。
留著男性化短髮，右眼下方有顆痣。平時很冷靜，看到伊奈里搞砸時候會很焦躁，但其實十分重視和關心伊奈里。
橋本 創（配音員：北纓裕紀（日本）；鈕凱暘（台灣））
丹波橋的朋友，配戴眼鏡，丹波橋稱呼他為「阿橋」。
出町 柳一（配音員：三輪瑛（日本）；蔣鐵城（台灣））
丹波橋的朋友。
桃山 南（配音員：味里（日本）；林筱玲（台灣））
就讀E班的女孩子，喜歡丹波橋。
觀月（配音員：西村麻弥（日本）；未知（台灣））
桃山的朋友，相當重視朋友，不管是需要幫忙或是受委屈的時候都會挺身而出。此外，在女生之間的影響力是很大的。

### 伏見家
伏見 燈日（配音員：上田燿司、三輪瑛（幼年）（日本）；鈕凱暘、劉凱寧（幼年）（台灣））
伊奈里的哥哥，高中三年生、學業名列前茅。靈感很強，自幼也能看到神明。
認識他的人都認為他有中二病（加上燈日又經營著詭異的部落格），但本人強烈否認。
因為小時候在伊奈里神社發生的一些事情讓他變得很討厭宇迦之御魂大神、而不再常進入伊奈里神社，但在後來與宇迦之御魂大神相處的過程中重新認識了她，漸漸的對她改觀，並喜歡上了她。
後來因為母親拜託他去送稻荷壽司而常常來神社找宇迦。某次當宇迦的神通力消失而變成人類，他才發現小時後幫助過他的那位女性原來就是宇迦，便想讓宇迦變成人類，之後他為了能夠跟宇迦永遠在一起，而選擇變成神明。變成神明後，作為人類存在的他便消失了。
最後跟宇迦生下一個孩子。
伏見 初午（配音員：岡哲也（日本）；蔣鐵城（台灣））
伊奈里的父親，是名少女漫畫家。夫妻感情很好，用「小葛」稱呼太太葛葉，也常出門約會。46话被告知了羽化的事情。
伏見 葛葉（配音員：仲美乃梨（日本）；劉凱寧（台灣））
伊奈里的母親，充當丈夫的漫畫助手。夫妻的感情很好。46话被告知了羽化的事情。

### 高天原
小啼（配音員：原紗友里（日本）；劉凱寧（台灣））
擔任宇迦之御魂大神使者的御使見習小狐狸。快掉進河裡時被伊奈里所救。
伊奈里以外的人類看不見牠，為方便而變身為手掌大的神使，從旁協助得到變身能力的伊奈里。喜歡油豆腐。
斯斯（配音員：日野聰（日本）；鈕凱暘（台灣））
擔任宇迦之御魂大神使者的狐狸之一。在說話的話尾會加上「～唷」。
羅羅（配音員：花江夏樹（日本）；林筱玲（台灣））
擔任宇迦之御魂大神使者的狐狸之一。在說話的話尾會加上「～的說」。
天照大御神（配音員：磯邊萬沙子（日本）；劉凱寧（台灣））
太陽女神，是所有神明的頂點。從外表看不太出來是女性，但沒有神能夠違抗她的命令。喜歡欺負新神。喜歡吃魷魚乾。台譯版本顯示為裴勇俊的歌迷。
認為人類絕對無法與神相容，動畫版第10話中還認為伊奈里無法回應宇迦的心，但是在看到伊奈里的表現之後漸漸改觀。
最後認同了宇迦所說的「人類有很多地方是值得我們學習的」而讓她回稻荷神社。
大年神（配音員：子安武人（日本）；蔣鐵城（台灣））
穀物神，是宇迦之御魂大神的哥哥，暱稱年大人。有重度的戀妹情結，很溺愛妹妹。也喜歡追求女性，看到美女就會想要追。
據部分劇情的段落顯示，有跟蹤宇迦之御魂神或若干女子之「習性」。
大宮能賣神（配音員：三上枝織（日本）；劉凱寧（台灣））
稻荷大神五柱之一的女神，暱稱「小宮」。氣質出眾。
在宇迦之御魂大神還住在高天原時，把自己從人間界帶來的禮物－女性向戀愛模擬遊戲送給她，使她從此開始迷上二次元。
神大市比賣（配音員：真田麻美（日本）；林筱玲（台灣））
宇迦之御魂神與大年神的母親，生氣時非常恐怖。與同為須佐能乎命妻子的櫛名田比賣是勁敵關係。
為了要在櫛名田比賣面前耀武揚威，而千方百計地要將宇迦之御魂神嫁予其他男神。
須佐能乎命（配音員：黑田崇矢（日本）；蔣鐵城（台灣））
天照大御神的弟弟，宇迦之御魂神與大年神的父親。以「眉目傳情」為招牌動作。
戴著太陽眼鏡、髮型為黃色的飛機頭，嘴裡常刁著一根菸，性格剛直但卻有些詭異。

## 名詞解釋

坐落於伏見家附近、主祀宇迦之御魂神的神社。因故事舞台為京都伏見，加上擁有著名的「千本鳥居」，建築、繪馬的形狀都雷同於伏見稻荷大社，故此推測設定原型是伏見稻荷大社。此外在動畫製作時，也獲得了伏見稻荷大社社方的協助。
藤草國中
伊奈里等人就讀的國中，在伊奈里神社附近。設定原型推測為京都市立藤森中学校。
高天原
神之國，有各式各樣的規定，並住著眾神之主的天照大御神。

## 出版書籍

### 漫畫
| 卷數 | 角川書店       | 角川書店               | 台灣角川       | 台灣角川               |
| 卷數 | 發售日期       | ISBN                   | 發售日期       | ISBN                   |
| ---- | -------------- | ---------------------- | -------------- | ---------------------- |
| 1    | 2011年4月4日   | ISBN 978-4-04-715668-5 | 2012年4月18日  | ISBN 978-986-287-679-4 |
| 2    | 2011年5月2日   | ISBN 978-4-04-715696-8 | 2012年7月25日  | ISBN 978-986-287-821-7 |
| 3    | 2012年2月4日   | ISBN 978-4-04-120083-4 | 2012年10月5日  | ISBN 978-986-287-979-5 |
| 4    | 2012年7月4日   | ISBN 978-4-04-120280-7 | 2013年3月30日  | ISBN 978-986-325-285-6 |
| 5    | 2012年12月4日  | ISBN 978-4-04-120479-5 | 2013年6月12日  | ISBN 978-986-325-436-2 |
| 6    | 2013年7月4日   | ISBN 978-4-04-120695-9 | 2013年12月25日 | ISBN 978-986-325-741-7 |
| 7    | 2013年12月28日 | ISBN 978-4-04-120935-6 | 2014年10月8日  | ISBN 978-986-366-201-3 |
| 8    | 2014年7月4日   | ISBN 978-4-04-121034-5 | 2015年3月11日  | ISBN 978-986-366-395-9 |
| 9    | 2014年12月29日 | ISBN 978-4-04-102454-6 | 2015年8月6日   | ISBN 978-986-366-669-1 |
| 10   | 2015年5月2日   | ISBN 978-4-04-103125-4 | 2015年11月16日 | ISBN 978-986-366-816-9 |

- 特裝版

| 卷數 | 角川書店      | 角川書店               |
| 卷數 | 發售日期      | ISBN                   |
| ---- | ------------- | ---------------------- |
| 8    | 2014年6月26日 | ISBN 978-4-04-121035-2 |

### 小說
| 卷數 | 角川書店      | 角川書店               |
| 卷數 | 初版發售日期  | ISBN                   |
| ---- | ------------- | ---------------------- |
| 1    | 2014年1月31日 | ISBN 978-4-04-101195-9 |

## 電視動畫
電視動畫版於2014年1月15日起播出。

### 製作人員
- 原作：
- 監督：高橋亨
- 助監督：岡本英樹
- 系列構成：待田堂子
- 角色設計、總作畫監督：高品有桂
- 主動畫師：沈宏
- 道具設計：奥田万里
- 色彩設計：大內綾
- 美術監督：大西穰
- 美術設定：坂本龍
- 攝影監督：津田涼介
- 編輯：西山茂
- 音響監督：田中一也
- 音響效果：出雲範子
- 音響製作：DAX Production
- 音樂：妹尾武
- 音樂製作：flying DOG
- 製作人：五味健次郎
- 動畫製作人：長野敏之、黃樹貳悠
- 動畫製作：Production IMS
- 製作：狐仙的戀愛入門製作委員會

### 主題曲
片頭曲

作詞、作曲、編曲：kz，主唱：May'n
第10話為片尾曲。
片尾曲
「SAVED.」
作詞、作曲：鈴木祥子，編曲：山本隆二，主唱：坂本真綾
第9話未使用，第10話為片頭曲。
插曲
（第9話）
作詞、作曲、編曲：妹尾武，主唱：宇迦之御魂之神（桑島法子）
「 -Reprice-」（第10話）
作詞、作曲：辻亞彌乃，主唱：伏見伊奈里（大空直美）

### 各話列表
| 話數     | 標題                   | 劇本       | 演出            | 演出     | 作畫監督                              |
| -------- | ---------------------- | ---------- | --------------- | -------- | ------------------------------------- |
| 第一話   | 伊奈里、初戀、初次變身 | 待田堂子   | 高橋亨          | 岩田義彥 | 沈宏                                  |
| 第二話   | 試練、秘密、天照       | 關根亞由實 | 岡本英樹        | 岡本英樹 | 大高美奈                              |
| 第三話   | 哥哥、煩人、過剩愛     | 待田堂子   | 東野中 高橋亨   | 矢花馨   | 池田廣明 山內亞紀                     |
| 第四話   | 緋色、宵宮、戀圖案     | 關根亞由實 | 高橋亨          | 別所誠人 | 豬股雅美 本多美雪 梶浦伸一郎 中島美子 |
| 第五話   | 水母、朋友、夏日風暴   | 金春智子   | 高橋亨 若林漢二 | 清水一伸 | 椎葉幹朗 向山佑治 豬股雅美            |
| 第六話   | 燈日、宇迦大人、戀愛中 | 金春智子   | 田所修          | 守田藝成 | 辻智子 橋本千繪                       |
| 第七話   | 少女、心跳加速、茜色   | 關根亞由實 | 神戶洋行        | 江島泰男 | 鎌田均 豬股雅美 木村泰大 福地和浩     |
| 第八話   | 出雲、相親、大騷動     | 關根亞由實 | 加藤誠          | 加藤誠   | 小林真平                              |
| 第九話   | 狐狸、黃昏、天之川     | 待田堂子   | 加藤誠 高橋亨   | 岡本英樹 | 池田廣明 熊田亞輝 藤田正幸 森前和也   |
| 第十話   | 狐仙的戀愛入門         | 待田堂子   | 高橋亨          | 高橋亨   | 豬股雅美 小林真平 高品有桂            |
| 第十一話 | 稻荷、狐啼、蟬時雨     | 待田堂子   | 西森章          | 林宏樹   | 太田都 安田周平                       |

### 播放電視台
日本深夜動畫：下文記載的日本国内播放時間使用日本標準時間（UTC+9）表示。因為部分時間标识會採用30小时制，因此請留意这类超过24:00的时间，其實際播放時間為翌日清晨。
| 播放地區 | 播放電視台   | 播放日期               | 播放時間（UTC+9）         | 所屬聯播網 | 備註           |
| -------- | ------------ | ---------------------- | ------------------------- | ---------- | -------------- |
| 東京都   | TOKYO MX     | 2014年1月15日－3月19日 | 星期三 25時00分－25時30分 | 獨立UHF局  |                |
| 兵庫縣   | SUN電視台    | 2014年1月16日－3月20日 | 星期四 25時30分－26時00分 | 獨立UHF局  |                |
| 三重縣   | 三重電視台   | 2014年1月17日－3月21日 | 星期五 25時50分－26時20分 | 獨立UHF局  |                |
| 京都府   | KBS京都      | 2014年1月18日－3月22日 | 星期六 23時30分－24時00分 | 獨立UHF局  |                |
| 日本全國 | BS11         | 2014年1月18日－3月22日 | 星期六 27時00分－27時30分 | 衛星電視   | 『ANIME+』節目 |
| 埼玉縣   | 埼玉電視台   | 2014年1月19日－3月23日 | 星期日 24時30分－25時00分 | 獨立UHF局  |                |
| 神奈川縣 | 神奈川電視台 | 2014年1月19日－3月23日 | 星期日 24時30分－25時00分 | 獨立UHF局  |                |
| 千葉縣   | 千葉電視台   | 2014年1月19日－3月23日 | 星期日 24時30分－25時00分 | 獨立UHF局  |                |
| 福岡縣   | TVQ九州放送  | 2014年1月20日－        | 星期一 26時30分－27時00分 | 東京電視網 |                |
| 岐阜縣   | 岐阜放送     | 2014年1月21日－        | 星期二 25時00分－25時30分 | 獨立UHF局  |                |

| 播放地區 | 播放電視台 | 播放日期               | 當地播放時間            | 所屬聯播網  | 備註                  |
| -------- | ---------- | ---------------------- | ----------------------- | ----------- | --------------------- |
| 臺灣     | Animax     | 2014年7月26日－8月4日  | 每日20:30－21:00        | 有線電視    | 含中文配音 有重播時段 |
| 臺灣     | Animax HD  | 2015年2月15日－2月24日 | 每天19:30－20:00        | 中華電信MOD | 含中文配音 有重播時段 |
| 香港     | Animax     | 2015年1月22日－2月4日  | 星期一至五 21:00－21:30 |             |                       |

### 藍光／DVD
| 卷數 | 發售日        | 收錄話        | 規格編號  | 規格編號   | 規格編號   |
| 卷數 | 發售日        | 收錄話        | 藍光      | DVD限定版  | DVD通常版  |
| ---- | ------------- | ------------- | --------- | ---------- | ---------- |
| 1    | 2014年3月28日 | 第1話－第2話  | KAXA-7051 | KABA-10210 | KABA-10215 |
| 2    | 2014年4月25日 | 第3話－第4話  | KAXA-7052 | KABA-10211 | KABA-10216 |
| 3    | 2014年5月30日 | 第5話－第6話  | KAXA-7053 | KABA-10212 | KABA-10217 |
| 4    | 2014年6月27日 | 第7話－第8話  | KAXA-7054 | KABA-10213 | KABA-10218 |
| 5    | 2014年7月25日 | 第9話－第10話 | KAXA-7055 | KABA-10214 | KABA-10219 |

#### CD
| 發售日        | 標題            | 初回盤     | 通常盤     |
| ------------- | --------------- | ---------- | ---------- |
| 2014年1月29日 |                 | VTZL-74    | VTCL-35170 |
| 2014年2月5日  | SAVED./Be mine! | VTZL-71    | VTCL-35171 |
| 2014年3月26日 |                 | VTCL-60365 |            |

## 外部連結
- http://www.kadokawa.co.jp/sp/201212-05/ （页面存档备份，存于）（日語）
- 電視動畫公式網站（日語）
- 狐仙的戀愛入門（漫畫）在動畫新聞網百科全書中的資料（英文）（英文）